# Coffea alleizettii
Coffea alleizettii är en måreväxtart som beskrevs av Marcel Marie Maurice Dubard. Coffea alleizettii ingår i släktet Coffea och familjen måreväxter. Inga underarter finns listade i Catalogue of Life.